# Henrietta, Lady Grosvenor
Henrietta, Lady Grosvenor, född 1745, död 1828, var en brittisk grevinna och kurtisan.
Hon gifte sig 1764 med Richard Grosvenor, 1st Earl Grosvenor. 
Hon ertappades 1769 i äktenskapsbrott med Prins Henrik, hertig av Cumberland och Strathearn. Affären blev en stor skandal i dåtida brittisk press. Hon förhindrade att maken tog ut skilsmässa genom att bevisa hans egen konstanta otrohet. Hon levde därefter separerad från sin make. Hon beskrivs som kurtisan då hon som separerad mottog finansiellt stöd från män hon hade kärleksförhållanden med. 
Hon var en av medlemmarna i The New Female Coterie.